# Вишеньківська сільська рада (Бориспільський район)
| Вишеньківська сільська рада — орган місцевого самоврядування у Бориспільському районі Київської області з адміністративним центром у с. Вишеньки. Історична дата утворення: 16 жовтня 1943 року . Водоймища на території, підпорядкованій даній раді: р. Дніпро, оз. Баклажне, оз. Миничів. Сільській раді підпорядковані населені пункти: - с. Вишеньки - с. Петропавлівське |

## Склад ради
Рада складається з 24 депутатів та голови.

### Керівний склад ради
| ПІБ                       | Основні відомості                                                 | Дата обрання | Дата звільнення |
| ------------------------- | ----------------------------------------------------------------- | ------------ | --------------- |
| Комащенко Марія Іванівна  | Сільський голова, 1957 року народження, освіта, позапартійна      | 26.03.2006   | 31.10.2010      |
| Комащенко Марія Іванівна  | Сільський голова, 1957 року народження, освіта вища, позапартійна | 31.10.2010   | 2015            |
| Кулинич Тетяна Григорівна | Голова сільської ради                                             | 2015         |                 |

Примітка: таблиця складена за даними джерела